# MS 0735.6+7421
MS 0735.6+7421 è un ammasso di galassie situato in direzione della costellazione della Giraffa a circa 2,6 miliardi di anni luce. È particolarmente degno di nota in quanto ospita al centro uno dei buchi neri supermassici più grandi conosciuti dell'universo osservabile, che ha prodotto la più potente eruzione da un nucleo galattico attivo, a partire dal Big Bang, mai scoperta fino al 2020, quando un team di ricercatori, guidato dall'italiana Simona Giacintucci, ha constatato un'eruzione fino a 5 volte più potente nel superammasso di galassie di Ofiuco. Dal buco nero prendono origine due lunghi getti che emettono onde radio, viaggiando a velocità prossime a quelle della luce. Tutto l'ammasso è pervaso da gas estremamente caldo che emette raggi X.

## Eruzione del buco nero
Utilizzando i dati del telescopio spaziale Chandra, gli scienziati hanno dedotto che l'eruzione si è verificata per 100 milioni di anni a partire dal centro dell'ammasso, rilasciando, nel corso di questo periodo, una quantità di energia superiore a centinaia di milioni di lampi gamma (GRB). I resti di questa eruzione sono visibili come due cavità in entrambi i lati della grande galassia centrale. Se questa emissione, per un totale di energia di oltre 1055 J, è stata prodotta dall'accrescimento di un buco nero, ciò vuol dire che sono state consumate qualcosa come 600 milioni di masse solari (M☉). In un recente studio condotto da Brian McNamara et al. (2011) si avanza l'ipotesi sorprendente che l'emissione non sia collegata ad un accrescimento del buco nero ma altresì sia indotta dalla sua rotazione. Per gli studiosi è inoltre possibile che il buco nero centrale di MS 0735.6+7421 sia uno dei più grandi buchi neri presenti nell'universo osservabile. Tale ipotesi è supportata dal fatto che la galassia centrale dominante (cD) dell'ammasso possiede il maggior break radius attualmente conosciuto e che il buco nero probabilmente si è formato dalla fusione, in passato, di diversi buchi neri. L'ammasso ha un redshift di 64,800 ± 900 km/s ed una dimensione apparente di 25'.

## La sorgente di raggi X

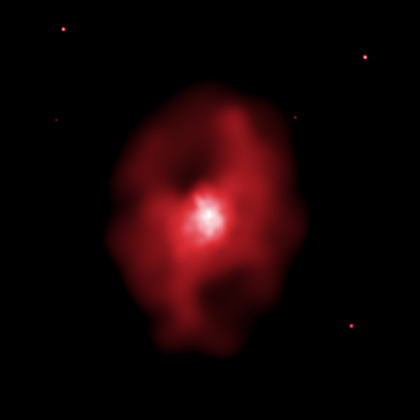
Immagine dell’emissione di raggi X da parte del gas ad alta temperatura che pervade l'ammasso MS 0735.6+7421 (Telescopio spaziale Chandra).

I raggi X sono emessi dal gas ad elevata temperatura che pervade MS 0735.6+7421. Due vaste cavità, ciascuna di 600.000 anni luce di diametro, sono situate ai lati opposti. Da ciascuna cavità si forma una bolla allungata e magnetizzata di elettroni altamente energetici da cui diparte l'emissione di onde radio